# Europarlamentari dell'Italia della IX legislatura
Gli europarlamentari dell'Italia della IX legislatura, eletti in occasione delle elezioni europee del 2019, sono i seguenti.

## Riepilogo
| Lista | Lista                                           | Nord-ovest | Nord-est | Centro | Sud                                                      | Isole    |
| --- | ----------------------------------------------- | --- | --- | --- | -------------------------------------------------------- | -------- |
| | Lega (seggi: 29)                                | Seggi: 9 | Seggi: 7 | Seggi: 6 | Seggi: 5                                                 | Seggi: 2 |
| - Matteo Salvini § - Angelo Ciocca - Silvia Sardone - Isabella Tovaglieri - Danilo Oscar Lancini - Gianna Gancia - Stefania Zambelli - Alessandro Panza - Marco Zanni - Marco Campomenosi | Lega (seggi: 29)                                | - Matteo Salvini § - Mara Bizzotto - Gianantonio Da Re - Paolo Borchia - Alessandra Basso - Elena Lizzi - Marco Dreosto - Rosanna Conte | - Matteo Salvini § - Susanna Ceccardi - Antonio Maria Rinaldi - Anna Bonfrisco - Simona Renata Baldassarre - Luisa Regimenti - Matteo Adinolfi | - Matteo Salvini § - Massimo Casanova - Andrea Caroppo - Lucia Vuolo - Valentino Grant - Vincenzo Sofo *     | - Matteo Salvini § - Annalisa Tardino - Francesca Donato |          |
| | Partito Democratico - Siamo Europei (seggi: 19) | Seggi: 5 | Seggi: 4 | Seggi: 4 | Seggi: 4                                                 | Seggi: 2 |
| - Giuliano Pisapia - Irene Tinagli - Pierfrancesco Majorino - Patrizia Toia - Brando Benifei                                                                                              | Partito Democratico - Siamo Europei (seggi: 19) | - Carlo Calenda - Elisabetta Gualmini - Paolo De Castro - Alessandra Moretti                                                            | - Simona Bonafè - Pietro Bartolo # - David Sassoli - Massimiliano Smeriglio - Roberto Gualtieri                                                | - Franco Roberti - Giuseppe Ferrandino - Andrea Cozzolino - Giuseppina Picierno                              | - Pietro Bartolo - Caterina Chinnici                     |          |
| | Movimento 5 Stelle (seggi: 14)                  | Seggi: 2 | Seggi: 2 | Seggi: 2 | Seggi: 6                                                 | Seggi: 2 |
| - Eleonora Evi - Tiziana Beghin | Movimento 5 Stelle (seggi: 14)                  | - Marco Zullo - Sabrina Pignedoli | - Fabio Massimo Castaldo - Daniela Rondinelli                                                                                                  | - Chiara Maria Gemma - Laura Ferrara - Piernicola Pedicini - Rosa D'Amato - Isabella Adinolfi - Mario Furore | - Dino Giarrusso - Ignazio Corrao                        |          |
| | Forza Italia (seggi: 7)                         | Seggi: 2 | Seggi: - | Seggi: 2 | Seggi: 2                                                 | Seggi: 1 |
| - Silvio Berlusconi - Massimiliano Salini | Forza Italia (seggi: 7)                         | - | - Antonio Tajani - Salvatore De Meo * | - Silvio Berlusconi # - Aldo Patriciello - Fulvio Martusciello                                               | - Silvio Berlusconi # - Giuseppe Milazzo                 |          |
| | Fratelli d'Italia (seggi: 6)                    | Seggi: 2 | Seggi: 1 | Seggi: 1 | Seggi: 1                                                 | Seggi: 1 |
| - Giorgia Meloni § - Carlo Fidanza - Pietro Fiocchi | Fratelli d'Italia (seggi: 6)                    | - Giorgia Meloni § - Sergio Berlato *                                                                                                   | - Giorgia Meloni § - Nicola Procaccini | - Giorgia Meloni § - Raffaele Fitto                                                                          | - Giorgia Meloni § - Raffaele Stancanelli                |          |
| | Südtiroler Volkspartei (seggi: 1)               | Seggi: - | Seggi: 1 | Seggi: - | Seggi: -                                                 | Seggi: - |
| - | Südtiroler Volkspartei (seggi: 1)               | - Herbert Dorfmann | - | - | -                                                        |          |
| Totale (76 seggi) | Totale (76 seggi)                               | 20 | 15 | 15 | 18                                                       | 8        |

- Nota: § rinuncia al seggio; # opta per altra circoscrizione; * seggio aggiuntivo attribuito a seguito della Brexit.

## Composizione storica
| Europarlamentare       | Lista                                     | Gruppo | Gruppo                                                 |
| ---------------------- | ----------------------------------------- | ------ | ------------------------------------------------------ |
| Isabella Adinolfi      | Movimento 5 Stelle                        |        | Non iscritti                                           |
| Matteo Adinolfi        | Lega                                      |        | Identità e Democrazia                                  |
| Simona Baldassarre     | Lega                                      |        | Identità e Democrazia                                  |
| Pietro Bartolo         | Partito Democratico (Democrazia Solidale) |        | Alleanza Progressista dei Socialisti e dei Democratici |
| Alessandra Basso       | Lega                                      |        | Identità e Democrazia                                  |
| Tiziana Beghin         | Movimento 5 Stelle                        |        | Non iscritti                                           |
| Brando Benifei         | Partito Democratico                       |        | Alleanza Progressista dei Socialisti e dei Democratici |
| Silvio Berlusconi      | Forza Italia                              |        | Gruppo del Partito Popolare Europeo                    |
| Mara Bizzotto          | Lega                                      |        | Identità e Democrazia                                  |
| Simona Bonafè          | Partito Democratico                       |        | Alleanza Progressista dei Socialisti e dei Democratici |
| Anna Bonfrisco         | Lega (Partito Liberale Italiano)          |        | Identità e Democrazia                                  |
| Paolo Borchia          | Lega                                      |        | Identità e Democrazia                                  |
| Carlo Calenda          | Partito Democratico (Siamo Europei)       |        | Alleanza Progressista dei Socialisti e dei Democratici |
| Marco Campomenosi      | Lega                                      |        | Identità e Democrazia                                  |
| Andrea Caroppo         | Lega                                      |        | Identità e Democrazia                                  |
| Massimo Casanova       | Lega                                      |        | Identità e Democrazia                                  |
| Fabio Massimo Castaldo | Movimento 5 Stelle                        |        | Non iscritti                                           |
| Susanna Ceccardi       | Lega                                      |        | Identità e Democrazia                                  |
| Caterina Chinnici      | Partito Democratico                       |        | Alleanza Progressista dei Socialisti e dei Democratici |
| Angelo Ciocca          | Lega                                      |        | Identità e Democrazia                                  |
| Rosanna Conte          | Lega                                      |        | Identità e Democrazia                                  |
| Ignazio Corrao         | Movimento 5 Stelle                        |        | Non iscritti                                           |
| Andrea Cozzolino       | Partito Democratico                       |        | Alleanza Progressista dei Socialisti e dei Democratici |
| Rosa D'Amato           | Movimento 5 Stelle                        |        | Non iscritti                                           |
| Gianantonio Da Re      | Lega                                      |        | Identità e Democrazia                                  |
| Paolo De Castro        | Partito Democratico                       |        | Alleanza Progressista dei Socialisti e dei Democratici |
| Francesca Donato       | Lega                                      |        | Identità e Democrazia                                  |
| Herbert Dorfmann       | Südtiroler Volkspartei                    |        | Gruppo del Partito Popolare Europeo                    |
| Marco Dreosto          | Lega                                      |        | Identità e Democrazia                                  |
| Eleonora Evi           | Movimento 5 Stelle                        |        | Non iscritti                                           |
| Giuseppe Ferrandino    | Partito Democratico                       |        | Alleanza Progressista dei Socialisti e dei Democratici |
| Laura Ferrara          | Movimento 5 Stelle                        |        | Non iscritti                                           |
| Carlo Fidanza          | Fratelli d'Italia                         |        | Gruppo dei Conservatori e dei Riformisti Europei       |
| Pietro Fiocchi         | Fratelli d'Italia                         |        | Gruppo dei Conservatori e dei Riformisti Europei       |
| Raffaele Fitto         | Fratelli d'Italia                         |        | Gruppo dei Conservatori e dei Riformisti Europei       |
| Mario Furore           | Movimento 5 Stelle                        |        | Non iscritti                                           |
| Gianna Gancia          | Lega                                      |        | Identità e Democrazia                                  |
| Chiara Gemma           | Movimento 5 Stelle                        |        | Non iscritti                                           |
| Dino Giarrusso         | Movimento 5 Stelle                        |        | Non iscritti                                           |
| Valentino Grant        | Lega                                      |        | Identità e Democrazia                                  |
| Elisabetta Gualmini    | Partito Democratico                       |        | Alleanza Progressista dei Socialisti e dei Democratici |
| Roberto Gualtieri      | Partito Democratico                       |        | Alleanza Progressista dei Socialisti e dei Democratici |
| Danilo Oscar Lancini   | Lega                                      |        | Identità e Democrazia                                  |
| Elena Lizzi            | Lega                                      |        | Identità e Democrazia                                  |
| Pierfrancesco Majorino | Partito Democratico                       |        | Alleanza Progressista dei Socialisti e dei Democratici |
| Fulvio Martusciello    | Forza Italia                              |        | Gruppo del Partito Popolare Europeo                    |
| Giuseppe Milazzo       | Forza Italia                              |        | Gruppo del Partito Popolare Europeo                    |
| Alessandra Moretti     | Partito Democratico                       |        | Alleanza Progressista dei Socialisti e dei Democratici |
| Alessandro Panza       | Lega                                      |        | Identità e Democrazia                                  |
| Aldo Patriciello       | Forza Italia                              |        | Gruppo del Partito Popolare Europeo                    |
| Piernicola Pedicini    | Movimento 5 Stelle                        |        | Non iscritti                                           |
| Pina Picierno          | Partito Democratico                       |        | Alleanza Progressista dei Socialisti e dei Democratici |
| Sabrina Pignedoli      | Movimento 5 Stelle                        |        | Non iscritti                                           |
| Giuliano Pisapia       | Partito Democratico (Campo Progressista)  |        | Alleanza Progressista dei Socialisti e dei Democratici |
| Nicola Procaccini      | Fratelli d'Italia                         |        | Gruppo dei Conservatori e dei Riformisti Europei       |
| Luisa Regimenti        | Lega                                      |        | Identità e Democrazia                                  |
| Antonio Maria Rinaldi  | Lega                                      |        | Identità e Democrazia                                  |
| Franco Roberti         | Partito Democratico                       |        | Alleanza Progressista dei Socialisti e dei Democratici |
| Daniela Rondinelli     | Movimento 5 Stelle                        |        | Non iscritti                                           |
| Massimiliano Salini    | Forza Italia                              |        | Gruppo del Partito Popolare Europeo                    |
| Silvia Sardone         | Lega                                      |        | Identità e Democrazia                                  |
| David Maria Sassoli    | Partito Democratico                       |        | Alleanza Progressista dei Socialisti e dei Democratici |
| Massimiliano Smeriglio | Partito Democratico (Campo Progressista)  |        | Alleanza Progressista dei Socialisti e dei Democratici |
| Raffaele Stancanelli   | Fratelli d'Italia                         |        | Gruppo dei Conservatori e dei Riformisti Europei       |
| Antonio Tajani         | Forza Italia                              |        | Gruppo del Partito Popolare Europeo                    |
| Annalisa Tardino       | Lega                                      |        | Identità e Democrazia                                  |
| Irene Tinagli          | Partito Democratico (Siamo Europei)       |        | Alleanza Progressista dei Socialisti e dei Democratici |
| Patrizia Toia          | Partito Democratico                       |        | Alleanza Progressista dei Socialisti e dei Democratici |
| Isabella Tovaglieri    | Lega                                      |        | Identità e Democrazia                                  |
| Lucia Vuolo            | Lega                                      |        | Identità e Democrazia                                  |
| Stefania Zambelli      | Lega                                      |        | Identità e Democrazia                                  |
| Marco Zanni            | Lega                                      |        | Identità e Democrazia                                  |
| Marco Zullo            | Movimento 5 Stelle                        |        | Non iscritti                                           |

## Modifiche intervenute
Nel corso della IX legislatura, si sono verificate le seguenti modifiche nei singoli partiti e nei gruppi politici di riferimento:

### Partito Democratico
- In data 05.09.2019 a Roberto Gualtieri (nominato Ministro dell'economia e delle finanze nel governo Conte II) subentra Nicola Danti.
- In data 11.01.2022 a David Sassoli (deceduto) subentra Camilla Laureti.[2]
- In data 09.11.2022 a Carlo Calenda (eletto senatore) subentra Achille Variati.
- In data 06.12.2022 a Simona Bonafè (eletta deputata) subentra Beatrice Covassi.[3]
- In data 06.04.2023 a Pierfrancesco Majorino (eletto consigliere regionale della Lombardia) subentra Mercedes Bresso.

### Lega
- In data 09.11.2022 a Marco Dreosto (eletto senatore) subentra Matteo Gazzini.
- In data 09.11.2022 a Mara Bizzotto (eletta senatrice) subentra Paola Ghidoni.
- In data 09.11.2022 a Andrea Caroppo (eletto deputato) subentra Elisabetta De Blasis.
- In data 06.04.2023 a Simona Renata Baldassarre (nominata assessore regionale nel Lazio) subentra Maria Veronica Rossi, che aderisce al gruppo ECR avendo lasciato la Lega per Fratelli d'Italia.
- In data 06.04.2023 a Luisa Regimenti (nominata assessore regionale nel Lazio) subentra Francesca Peppucci, che aderisce al gruppo PPE avendo lasciato la Lega per Forza Italia.

### Movimento 5 Stelle
- In data 09.11.2022 a Eleonora Evi (eletta deputata) subentra Maria Angela Danzì

### Forza Italia
- In data 09.11.2022 a Silvio Berlusconi (eletto senatore) subentra Lara Comi.
- In data 09.11.2022 a Antonio Tajani (eletto deputato) subentra Alessandra Mussolini.

### Fratelli d'Italia
- In data 09.11.2022 a Raffaele Fitto (eletto deputato) subentra Denis Nesci.

### Europarlamentari eletti per effetto dell'attribuzione di seggi ulteriori
- In data 01.02.2020 sono proclamati eletti Sergio Berlato (Fratelli d'Italia, gruppo ECR), Salvatore De Meo (Forza Italia, gruppo PPE) e Vincenzo Sofo (Lega, gruppo ID).

### Modifiche nella rappresentanza dei partiti nazionali e nei gruppi
- In data 28.08.2019 Carlo Calenda lascia il Partito Democratico annunciando di voler trasformare il manifesto di Siamo Europei in un partito, e in data 21.11.2019 fonda Azione; resta comunque membro della componente PD-Siamo Europei del gruppo S&D nel Parlamento Europeo.
- In data 21.10.2019 Nicola Danti lascia il Partito Democratico e aderisce a Italia Viva; in data 13.02.2020 lascia il gruppo S&D e aderisce al gruppo Renew Europe.
- In data 23.11.2020 Andrea Caroppo lascia la Lega e si iscrive alla componente Non iscritti; in data 21.12.2020 fonda il partito Sud in Testa.[4]
- In data 3.12.2020 gli europarlamentari Ignazio Corrao, Rosa D'Amato, Eleonora Evi e Piernicola Pedicini lasciano il Movimento 5 Stelle e aderiscono al gruppo Verdi/ALE.
- In data 18.02.2021 Vincenzo Sofo, in seguito all'appoggio della Lega al Governo Draghi, lascia il partito e aderisce a Fratelli d'Italia, passando quindi al gruppo ECR.[5]
- In data 10.03.2021 Marco Zullo lascia il Movimento 5 Stelle e aderisce al gruppo Renew Europe.
- In data 12.04.2021 Eleonora Evi aderisce ad Europa Verde.[6]
- In data 23.04.2021 Isabella Adinolfi lascia il Movimento 5 Stelle e aderisce a Forza Italia, iscrivendosi al gruppo PPE.[7]
- In data 24.04.2021 Andrea Caroppo, già aderente ai Non iscritti, si iscrive a Forza Italia e al gruppo PPE.[7]
- In data 15.05.2021 Piernicola Pedicini aderisce al Movimento 24 Agosto - Equità Territoriale.[8]
- In data 11.06.2021 Lucia Vuolo lascia la Lega e aderisce a Forza Italia, iscrivendosi al gruppo PPE.
- In data 21.06.2021 Luisa Regimenti lascia la Lega e aderisce ai Non iscritti e, in seguito, a Forza Italia e al gruppo PPE.[9]
- In data 23.06.2021 Giuseppe Milazzo lascia Forza Italia e aderisce a Fratelli d'Italia e quindi al gruppo ECR.
- In data 21.09.2021 Francesca Donato lascia la Lega.[10] Successivamente il 6.10.2021 lascia il gruppo ID e aderisce ai Non iscritti.
- In data 10.11.2021 Carlo Calenda lascia il gruppo S&D e si iscrive al gruppo Renew Europe.
- In data 25.05.2022 Dino Giarrusso lascia il Movimento 5 Stelle[11].
- In data 22.06.2022 Chiara Maria Gemma e Daniela Rondinelli lasciano il Movimento 5 Stelle e aderiscono a Insieme per il futuro[12].
- In data 27.06.2022 Dino Giarrusso aderisce a Sud chiama Nord.[13][14] In data 2.08.2022 abbandona il partito.[15]
- In data 19.10.2022 Chiara Maria Gemma lascia Insieme per il futuro.
- In data 23.10.2022 Daniela Rondinelli lascia Insieme per il futuro. Il 25.01.2023 aderisce al gruppo S&D e anche al PD.[16]
- In data 09.11.2022 Giosi Ferrandino lascia il Partito Democratico e aderisce ad Azione - Italia Viva, iscrivendosi al gruppo Renew Europe.[17] In data 14.04.2023 aderisce ad Azione.[18]
- In data 18.01.2023 Andrea Cozzolino lascia il gruppo S&D e aderisce ai Non iscritti.[19]
- In data 23.01.2023 Francesca Donato aderisce alla Democrazia Cristiana Nuova.[20]
- In data 15.02.2023 Chiara Maria Gemma aderisce a Fratelli d'Italia, iscrivendosi al gruppo ECR.[21]
- In data 28.04.2023 Caterina Chinnici lascia il Partito Democratico e aderisce a Forza Italia, iscrivendosi al gruppo PPE.[22]
- In data 08.09.2023 Elisabetta De Blasis lascia la Lega e aderise ai Non iscritti.[23] In data 08.11.2023 annuncia l'iscrizione al gruppo ECR.[24]
- In data 02.10.2023 Stefania Zambelli lascia la Lega e il gruppo ID.[25] Il 19 ottobre aderisce al gruppo PPE. Il 28 ottobre si iscrive a Forza Italia.[26]
- In data 07.12.2023 Matteo Gazzini lascia la Lega e aderisce ai Non iscritti. Successivamente aderisce a Forza Italia e al gruppo PPE.[27][28]
- In data 29.12.2023 Aldo Patriciello lascia Forza Italia.[29] In data 29.01.2024 aderisce alla Lega e al gruppo Identità e Democrazia.[30]
- In data 26.01.2024 Massimiliano Smeriglio lascia la delegazione del Partito Democratico e aderisce ad Alleanza Verdi e Sinistra.[31][32]. Il 20.03.2024 aderisce ai Non iscritti.
- In data 01.02.2024 Fabio Massimo Castaldo passa ad Azione e aderisce al gruppo Renew Europe, lasciando il Movimento 5 Stelle e il gruppo dei Non iscritti.[33]

## Tabelle di sintesi

### Gruppi politici
| Gruppo parlamentare | Inizio | 2020 | 2021 | 2022 | 2023 | 2024 |
| ------------------- | ------ | ---- | ---- | ---- | ---- | ---- |
| ID                  | 28     | 28   | 24   | 25   | 22   | 23   |
| S&D                 | 19     | 18   | 17   | 17   | 16   | 15   |
| PPE                 | 7      | 8    | 10   | 10   | 13   | 12   |
| ECR                 | 5      | 6    | 8    | 8    | 10   | 10   |
| Non iscritti        | 14     | 11   | 9    | 10   | 9    | 9    |
| RE                  | -      | 1    | 3    | 3    | 3    | 4    |
| Verdi/ALE           | -      | 4    | 4    | 3    | 3    | 3    |
| Totale              | 73     | 76   | 76   | 76   | 76   | 76   |